# Ophichthus echeloides
Ophichthus echeloides är en fiskart som först beskrevs av D'ancona 1928.  Ophichthus echeloides ingår i släktet Ophichthus och familjen Ophichthidae. Inga underarter finns listade i Catalogue of Life.